# حمل الذهبي (عملة)
الحمل الذهبي (بالفرنسية: Agnel d’or، ويعرف أيضا بـmouton d’or أو "الخروف الذهبي") هو عملة ذهبية فرنسية من العصور الوسطى، يعود أصل تسميتها إلى حمل الفصح الظاهر على وجه العملة.
صدر أول حمل ذهبي في عهد الملك فيليب الرابع سنة 26 يناير 1311، في سياق إصلاح نقدي بعد طرد اليهود من المملكة عام 1306 وحل فرسان الهيكل سنة 1307، حيث تمت مصادرة أموالهم لتمويل خزينة الدولة.
كانت العملة تزن حوالي 4.07 غرام من الذهب بعيار مرتفع (حوالي 995 ‰)، وقد نافست السكوينة الإيطالية في التجارة الأوروبية.

## الشكل والتصميم
- الوجه (Avers) : حمل الفصح متجه نحو اليسار، رافعا راية على صليب ثلاثي الفروع. النقش اللاتيني: AGN’ D’NI QVI TOLL’ PCCA MVDI MISERERE NOB’
- الظهر (Revers) : صليب في إطار زهري مزخرف، محاط بأربعة زهرات فلور دي لي. النقش: XP'C° VINCIT° XP'C° REGNAT° XP'C° IMPERAT (المسيح ينتصر – المسيح يملك – المسيح يحكم).[5]

## الانبعاث الحديث
في نوفمبر 2015، أُعيد استخدام اسم "حمل" كاسم عملة محلية في نرمندية الفرنسية، حيث طُبعت على شكل أوراق نقدية للتداول المحلي.

## هوامش ومراجع
1. ↑  "agnel" (بالفرنسية). المركز الوطني للموارد النصية واللغوية (CNRTL). Archived from the original on 2024-07-20. Retrieved 2024-06-18.
2. ↑  "agnel" (بالفرنسية). لاروس (Larousse). Archived from the original on 2024-12-03. Retrieved 2024-06-18.
3. ↑  de Saulcy, Félicien (1879). "1226 (24 novembre)". Recueil de documents relatifs à l'histoire des monnaies frappées par les rois de France, depuis Philippe II jusqu'à François Ier (بالفرنسية). باريس: Imprimerie nationale. Vol. 1. p. 125. Archived from the original on 2024-12-03.
4. ↑  "Agnel d'or (26 janvier 1311)" (بالفرنسية). المكتبة الوطنية الفرنسية (BNF). Archived from the original on 2023-11-25. Retrieved 2024-06-18.
5. ↑  "Agnel d'or de Philippe IV, 1311" (بالفرنسية). Musée Carnavalet – Histoire de Paris. Archived from the original on 2024-12-03. Retrieved 2024-06-18.